# Kazka
I Kazka (in ucraino Казка?) sono un gruppo musicale ucraino fondato nel 2017 a Kiev e formato da Oleksandra Zaric'ka, Mykyta Budaš e Dmytro Mazurjak.

## Storia del gruppo
Nel 2017 il gruppo, che allora era un duo composto da Zaric'ka e Budaš, ha preso parte all'ottava edizione di X Factor Ukraine, dove sono riusciti ad accedere alla fase live, dove vengono eliminati al quinto live e classificandosi al settimo posto.
Subito dopo l'esperienza ad X Factor, il gruppo firma un contratto discografico con la Mamamusic, per lavorare al primo album di debutto del gruppo.
Nel 2018, il musicista Dmytro Mazurjak si unisce al gruppo e viene pubblicato l'album Karma. Tra le tracce dell'album è presente il singolo Dyva, che è stato selezionato per Vidbir 2018, il processo di selezione nazionale per l'Eurovision Song Contest. Si sono esibiti durante la prima semifinale dove si sono classificati sesti, senza avere accesso alla finale.
Il quarto estratto dell'album Plakala, ha raggiunto la posizione numero 10 della classifica mondiale del software Shazam. A seguito del successo del brano, venne incisa anche una versione in inglese Cry pubblicato verso la fine dello stesso anno, che ha conseguito la certificazione d'oro in Polonia con oltre 10 000 unità certificate.
Nel 2019, il gruppo viene nuovamente selezionato per Vidbir con il brano Apart. Il gruppo riesce a superare le semifinali, ed accede alla finale dove si classificano terzi dietro alle Freedom Jazz e Maruv.

## Formazione
- Oleksandra Zaric'ka – voce (2017-presente)
- Mykyta Budaš – tastiera, chitarra (2017-presente)
- Dmytro Mazurjak – strumenti a fiato (2018-presente)

## Discografia

### Album in studio
- 2018 – Karma
- 2019 – Nirvana
- 2021 – Svit

### Raccolte
- 2022 – Svjata

### Singoli
- 2017 – Svyata
- 2017 – Dyva
- 2018 – Sama
- 2018 – Plakala
- 2019 – Apart
- 2019 – Pisnja smilyvych divčat
- 2019 – Palala
- 2019 – Tvoje krovi
- 2019 – Nobody like You
- 2019 – Kolyšni
- 2019 – Graj
- 2020 – Poruč (con Alekseev)
- 2021 – Till the End of Time (con Alekseev)
- 2021 – M"jata
- 2021 – Krasyva sercem
- 2021 – Ziročka (con Tina Karol')
- 2021 – Ciluvaty tebe
- 2022 – I Am Not OK
- 2023 – Bez kochannja
- 2023 – Solodki (con Damien Escobar)
- 2023 – Svjata
- 2024 – Ne ta ljubov (con Tricky Nicki)
- 2024 – Koly zasnuly syni hory
- 2024 – Mušli
- 2024 – Zoloto
- 2025 – Pro tebe (con Monatyk)